# Idioma bávaro
El idioma bávaro o austro-bávaro (BAR, Boarisch, pronunciación: /bɔɑrɪʃ/) es un grupo principal de variedades de alto alemán habladas en el sureste del área lingüística alemana, incluyendo el estado alemán de Baviera, la mayor parte de Austria y la provincia autónoma italiana de Tirol del Sur. Previamente a 1945, el bávaro también era hablado en partes meridionales de los Sudetes y Hungría occidental. El bávaro es hablado por aproximadamente doce millones de personas en un área de 125 000 kilómetros cuadrados, haciéndolo el más grande de los dialectos alemanes; la gran mayoría de sus hablantes son capaces de emplear el alemán estándar, especialmente en la lengua escrita. El bávaro es difícil de entender para los hablantes del alemán estándar o para quienes han aprendido el alemán estándar como lengua extranjera. En 2008, 45 % de los bávaros afirmaban usar únicamente el dialecto en la comunicación del día a día. Debido a que no es lengua oficial ni en Austria ni en Baviera, no existe una ortografía estandarizada y, además, está sometido a una fuerte influencia del alemán estándar.

## Denominación adecuada
En bávaro no hay un nombre exclusivo para el propio idioma. Se usan los nombres bayrisch o boarisch (bávaro) con referencia al estado federado de Baviera, österreichisch (austríaco) con referencia a Austria, bairisch-österreichisch (austro-bávaro) con referencia a ambos o simplemente daidsch, que es el nombre del alemán en pronunciación bávara. Muchas veces se usa también el nombre de un dialecto distinto del bávaro, como, por ejemplo, el tirolés o el carintio.
En la lingüística alemana se usa la palabra bairisch, escrita no con y, sino con i, para distinguirlo del dialecto del bávaro que se habla en Baviera y también para incluir el austríaco. En la lingüística internacional se usa el código ISO/DIS 639-3: bar o el nombre inglés: bavarian. 
En las lenguas latinas se podrían formar los términos bávaro, bavárico, bavariano y bavarés, aunque ninguno de ellos tiene definición clara ni difusión mayoritaria. El término bávaro que se emplea en este artículo deriva del nombre en latín de la región, Bavaria, poblada por la tribu germánica de los baiuvari desde el fin del Imperio romano.

## Difusión y dialectos

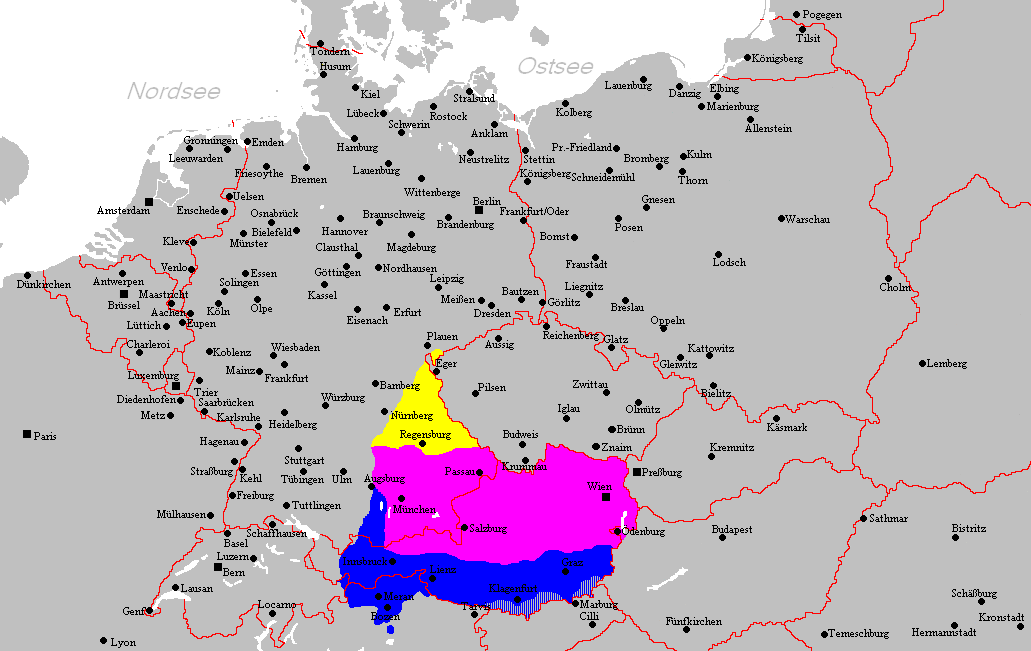
Variedades principales del bávaro:
Bávaro septentrional
Bávaro central
Bávaro meridional

Aproximadamente catorce a quince millones de personas tienen este idioma como lengua materna. La mayoría de ellas viven en Austria y en el estado federado de Baviera. En Austria todos los dialectos desde el Tirol (oeste) hasta Burgenland (este) son variantes dialectales del bávaro. En el estado federado austríaco de Vorarlberg, que es limítrofe con Suiza, y en Außerfern —en el noreste del Tirol— se habla un dialecto alemánico. En Alemania el bávaro es hablado en tres distritos del estado federado de Baviera: Alta Baviera, Baja Baviera y Alto Palatinado. En el norte de Baviera se hablan dialectos francones y en el distrito de Suabia también se hablan dialectos alemánicos. En Italia se habla una variedad del bávaro en la región alpina de Tirol del Sur y también en pequeñas aldeas de Trentino y Friul. En la comuna suiza de Samnaun, al no tener conexión viaria con el resto del país hasta el año 1905, también se estableció el bávaro como lengua de uso común.
El número de personas que conocen el bávaro es difícil de estimar con bastante precisión, porque no todas ellas lo tienen como primera lengua. Una proporción indeterminada habla el alemán estándar como idioma principal y solamente tiene una competencia pasiva en bávaro. Otras hablan una forma muy cerca del alemán coloquial de la región (Regiolekt). Por razones de alternancia de código e influencia del alemán coloquial, es a veces difícil decidir si es todavía dialecto del bávaro o alemán coloquial de la región. En general se habla en el campo y en los pueblos un dialecto mucho más fuerte y unívoco que en la ciudad. A veces el término dialecto y las cifras de eso incluyen los hablantes del Regiolekt. Entre los hablantes del bávaro también se cuentan minorías con otras lenguas maternas. La mayoría de los hablantes son inmigrantes de primera o segunda generación.
En total se pueden estimar las siguientes cifras:
| región                           | población total de 2020 | porcentaje | hablantes del bávaro |
| -------------------------------- | ----------------------- | ---------- | -------------------- |
| Austria (sin Vorarlberg y Viena) | 6 592 734               | ~ 90 %     | 5 933 461            |
| Viena (capital de Austria)       | 1 911 191               | ~ 50 %     | 955 596              |
| Alta Baviera (sin Múnich)        | 3 231 514               | ~ 90 %     | 2 908 363            |
| Múnich (capital de Baviera)      | 1 488 202               | ~ 50 %     | 744 101              |
| Baja Baviera                     | 1 247 063               | ~ 90 %     | 1 122 357            |
| Alto Palatinado                  | 1 112 267               | ~ 90 %     | 1 001 040            |
| Tirol del Sur (Italia)           | 533 715                 | ~ 60 %     | 320 229              |
|                                  |                         |            |                      |
| Europa oriental¹                 |                         |            | ~ 0,1 millones       |
| Europa occidental²               |                         |            | ~ 0,5 millones       |
| Resto del mundo³                 |                         |            | ~ 0,5 millones       |
|                                  |                         |            |                      |
| total:                           | 16 116 686              |            | ~ 14 millones        |

¹ Pequeñas minorías en la República Checa, Eslovaquia, Hungría, Eslovenia, Rumanía y Ucrania.
² Sobre todo en el resto de Alemania e Italia, y en Suiza, Bélgica, Francia, España e Inglaterra.
³ Sobre todo en los Estados Unidos, Canadá, Brasil, Argentina, Perú y Australia.

### Dialectos
Los tres principales grupos dialectales del bávaro son:
- Bávaro septentrional, hablado principalmente en Alto Palatinado, pero asimismo en zonas adyacentes, como Alta Franconia (distrito de Wunsiedel), Sajonia (sur de Vogtland), Franconia Media, Alta Baviera y Baja Baviera.
- Bávaro central, a lo largo de los ríos Isar y Danubio, hablado en Alta Baviera (incluido Múnich, donde hay una mayoría de hablantes de alemán estándar), Baja Baviera, sur del Alto Palatinado, el distrito de Aichach-Friedberg en Suabia, norte del estado de Salzburgo, Alta Austria, Baja Austria, Viena (ver alemán de Viena) y norte de Burgenland.
- Bávaro meridional, en Tirol, Tirol del Sur, Carintia, Estiria y las partes meridionales de Salzburgo y Burgenland.

Las diferencias son claramente perceptibles dentro de esos tres subgrupos, los cuales coinciden en Austria con las fronteras de sus estados. Por ejemplo, los acentos de Carintia, Estiria y Tirol pueden ser fácilmente reconocibles. Igualmente hay una diferencia marcada entre el bávaro central oriental y occidental, coincidiendo aproximadamente con la frontera entre Austria y Baviera. Además, el dialecto de Viena tiene algunas características que lo distinguen de otros dialectos. En Viena, menor pero reconocible, las variaciones caracterizan los distintos distritos de la ciudad. La variedad que se habla en el Tirol del Sur ha asimilado muchas palabras del italiano, especialmente en el campo de los términos administrativos y los alimentos.
Asimismo, hay variantes del bávaro que pueden ser consideradas como lenguas diferenciadas:
- Cimbriano, hablado en los Siete Municipios (antiguamente Treinta Municipios) en Véneto y en Luserna, Trento.
- Mócheno, hablado en el Valle del Fersina, Trento.
- Alemán huterita, hablado por los huteritas en Canadá y Estados Unidos.
- Gottscheerés, hablado en Gottschee, Carniola, sur de Eslovenia; aunque este es generalmente incluido en el dialecto bávaro meridional.
- Dialecto de Tirol del bávaro, hablado en Treze Tílias, Estado Santa Catarina, Brasil desde 1933.[11]
- Dialecto surtirolés Sappadino y Plodarino, dialecto hablado en Sappada, Údine, Friul-Venecia Julia, así como en otros enclaves lingüísticos de Trentino-Alto Adigio, Italia.

## Relaciones lingüísticas
Existe un debate lingüístico acerca de la entidad del bávaro. Hay quien lo clasifica como uno de los varios dialectos del alemán [cita requerida] y hay quien lo considera propiamente una lengua [cita requerida]. Existen bastantes argumentos tanto a favor como en contra de ambas posturas. La opción preferida se basa frecuentemente en gran medida en las opiniones personales de los protagonistas de este debate, pudiendo considerarse que existe un continuo dialectal bávaro que forma parte del continuo dialectal del grupo alemán.

### El bávaro como lengua diferenciada
El bávaro tiene muchas peculiaridades que lo diferencian del alemán estándar, tanto en el vocabulario como en la gramática. Las diferencias son tantas que los germanohablantes no familiarizados con el bávaro encuentran problemas en entenderlo. En los programas de televisión emitidos para toda Alemania, las entrevistas con bávarohablantes son a veces subtituladas para que el público del norte del país pueda comprenderlas.
Históricamente, las diferencias son consecuencia de cinco factores:
- Origen diferente: otras tribus germánicas trajeron durante el período de las grandes migraciones otra forma del germánico antiguo a la región en la que hoy se habla el bávaro.
- Substratos diferentes: la población indígena que vivía en las provincias romanas de Recia, Nórico y Panonia (latinoparlantes en el oeste y eslavos en el este) fue diferente a la del norte de Germania e influyó en la formación de la nueva lengua.
- Adstratos o contactos con lenguas diferentes: el bávaro posee muchos términos procedentes del italiano y de las lenguas eslavas por causa de su vecindad geográfica.
- Tendencia conservadora: el bávaro conserva actualmente vocablos y frases que también aparecían en el alemán estándar hace unos siglos.
- Evolución diferente: en su evolución fonética, el bávaro ha seguido caminos diferentes a los del alemán estándar, como probaría la abundancia de diptongos y la lenición de consonantes.

### El bávaro como dialecto del alemán
También existen argumentos a favor de la teoría que considera el bávaro un dialecto del alemán, principalmente:
- Origen común: aunque las tribus germánicas que trajeron su lengua a la región eran diferentes, hablaban un idioma común o de gran similitud.
- El alemán como amalgama de dialectos: el alemán estándar es el resultado de una amalgama de diferentes dialectos, en la cual el bávaro también ha ejercido su influencia.
- Influencia de la lengua oficial: desde la invención de la imprenta en el siglo XV y la creación del alemán estándar por Martín Lutero en el siglo XVI, la influencia del alemán estándar ha reducido las particularidades lingüísticas regionales a un nivel tal que hoy solamente pueden ser consideradas dialectos que siguen perdiendo importancia.
- Carácter superficial de la mayoría de las diferencias: muchas palabras se pronuncian ciertamente de forma diferente en bávaro a como lo hacen en alemán estándar, pero en su substancia son iguales al alemán estándar. Ejemplo: ¿Cómo te llamas? = (bávaro: Wia hoast du?) y (alemán: Wie heißt du?). Sin embargo, no todas las diferencias son tan superficiales, existiendo además importantes diferencias morfológicas, sintácticas y léxicas con el alemán estándar (un uso abundante del artículo indefinido plural "oa" ajeno al alemán estándar, pronombres de sujeto diferentes según sean tónicos o átonos -con posibilidad de combinar ambos de forma redundante en una misma frase en ocasiones-, contracciones especiales de dichos pronombres átonos en posición posterior al verbo, uso de la doble negación, diferencias importantes en la conjugación de los verbos y la flexión de los sustantivos, uso de la terminación -a en el adjetivo como cópula en posición predicativa donde en el alemán estándar no hay terminación...). De hecho el argumento del carácter superficial de muchas diferencias fonéticas podría aplicarse también al neerlandés. Ejemplo: La piedra es grande = (neerlandés: De steen is groot) y (alemán: Der Stein ist groß).

## Origen histórico
Al contrario de lo que ocurre en la mayoría de los lugares en que hoy se hablan lenguas germánicas, el bávaro es hablado en regiones que en la Antigüedad eran provincias del Imperio romano. Los pueblos germánicos que atravesaron el limes y conquistaron diversas partes del Imperio, como los godos (Italia e Hispania), los vándalos (Hispania y África), los suevos (Gallaecia y Lusitania) y los francos (Galia), se asimilaron bastante rápidamente a la población latinohablante y tan solo han quedado algunos vestigios de sus idiomas en las modernas lenguas latinas. Los germanos que permanecieron fuera de los límites del Imperio conservaron sus idiomas, de los que proceden las actuales lenguas escandinavas, el alemán, el neerlandés y el inglés.
En las antiguas provincias alpinas del Imperio fue un poco diferente:

### Las provincias alpinas del Imperio romano
Durante la época romana, las provincias de Recia, Nórico y Panonia fueron pobladas por una mezcla de pueblos célticos e ilíricos que habían tomado como primera lengua el latín o un dialecto del latín influido por los idiomas indígenas. Este proceso de asimilación fue relativamente rápido porque el Imperio tenía una presencia militar bastante importante en la frontera del Danubio.
Después del año 260 d. C., los alamanes cruzaron el limes del Danubio y poblaron la provincia de Recia. Otros grupos germánicos aparecieron al norte del Danubio intentando también cruzar la frontera. Sin embargo, las legiones romanas pudieron defender la frontera hasta el fin del siglo V. Al final del Imperio, fuerzas bárbaras amenazaban a la propia Península Italiana, especialmente los visigodos que venían de los Balcanes, y en el año 476 d. C. Roma decidió retirar sus legiones del Danubio para defender la metrópoli. Una parte considerable de la población civil también fue evacuada al norte de Italia. Una leyenda dice que los venecianos son en parte descendientes de estos fugitivos.

### Inmigración de tribus germánicas
Esta decisión de los romanos dejó las provincias al norte de los Alpes indefensas y numerosos grupos pertenecientes a diversas tribus cruzaron el Danubio para poblar estas regiones. Gracias a la arqueología se sabe que grupos alemánicos y lombardos se establecieron en las regiones al sur del río. Los visigodos y los ostrogodos solamente cruzaron la región alpina en su extremo más meridional en su camino desde los Balcanes para conquistar Italia. La gran mayoría de los lombardos continuaron su migración y conquistaro el norte de Italia, donde la región de Lombardía lleva hoy su nombre.
Allí los lombardos se mezclaron con la parte de la población de habla latina que había permanecido en el lugar y con una cantidad desconocida de otros grupos que aparecieron desde el este. Entre estos se contaban posiblemente grupos de ostrogodos y lombardos que no prosiguiron la migración hacia la península itálica, parte del pueblo no indoeuropeo de los ávaros, que procedían de Asia Central, y también eslavos desde el siglo VI.

### La tribu de los bayuvaros

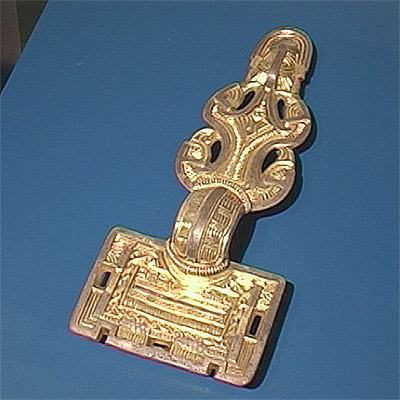
Fíbula bayuvara del, objeto arqueológico hallado en Waging am See, Baviera.

El origen de la lengua bávara es la tribu germánica de los bayuvaros. Pero sucede que en ninguna fuente primaria del Imperio romano tenemos una mención de una tribu con el nombre de bayuvaros (o 'Baiuvirii' en latín). De los textos del Imperio romano que han llegado hasta nuestros días sabemos mucho sobre los variados grupos germánicos a los que los romanos tenían como vecinos al otro lado del limes o frontera, con los que comerciaban y a veces estaban en guerra. Ya desde la época de Julio César existen bastantes textos romanos que describen las tribus germánicas que vivían al otro lado del Rin y del Danubio. Conocemos sus nombres, sus costumbres y las relaciones de los distintos grupos con el Imperio. Incluso San Severino de Nórico, un misionero romano que vivió en esta región en las postrimerías del Imperio romano y murió en el año 482, no menciona a los bayuvaros en sus escritos.
La mención más antigua que se conoce de una tribu bávara no aparece hasta aproximadamente el año 600 y está en un texto del poeta Venantius Fortunatus, italiano de Treviso, donde cuenta su viaje de Italia a Francia cruzando los Alpes. En él dejó escrito que alrededor del río Lech (en Baviera) vivían los bayuvaros. Existe otra fuente primaria más antigua que menciona a los bayuvaros: la crónica de los pueblos godos escrita por Jordanes De origine actibusque Getarum. Este historiador escribió su 'Gética' antes del año 552, copiando una versión más antigua de la historia de los godos (Historia Gothorum), obra de Casiodoro, que no ha llegado hasta nuestros días. Pero en el texto de Jordanes solamente hay fragmentos que son confusos y muchos historiadores dudan que se correspondan con lo que escribió Casiodoro.

### Etnogénesis de los bayuvaros
Junto con descubrimientos arqueológicos, esas fuentes primarias respaldan la teoría actualmente más extendida, según la cual la tribu de los bayuvaros se desarrolló entre los años 500 y 600 d. C. a partir de una mezcla de varios grupos germánicos, sobre todo lombardos que no migraron a Italia y alamanes, con la población celto-romana que permaneció en la región alpina y pequeños núcleos de otros grupos, como eslavos, ostrogodos y ávaros, un pueblo no-indoeuropeo procedente del Asia Central. Esta mezcla de tribus germánicas, ante todo lombardos y alamanes, con la población céltico-romana e influencias de eslavos y ávaros resultó en la etnogénesis de la tribu de los bayuvaros.

### ¿Por qué no una lengua latina?
Al contrario de otras provincias anteriores del Imperio romano, como Hispania, Galia o la Italia misma, estos germanos no adoptaron la lengua romana, sino que desarrollaron un nuevo idioma germánico, si bien núcleos de latinohablantes permanecieron en la zona alpina hasta el fin de la Edad Media. En Suiza y el norte de Italia todavía existen los pequeños idiomas latinos que constituyen el retorrománico, el ladino y el friulano. Parece que, en la región al norte de los Alpes y al sur del Danubio, los grupos germánicos eran más numerosos que en Italia, Hispania o Galia. También el número de latinohablantes que permanecía en la región descendió a causa de la orden de evacuación a Italia que se dio en el año 488 (migración que estaría formada por la clase alta romana, los militares y los funcionarios del Imperio, que habrían obedecido en su mayoría esta orden).
Sin embargo, gran cantidad de palabras latinas que no existen en alemán estándar permanecieron en el bávaro. Así, es fácil encontrar términos procedentes del latín vulgar, como "Semmel" o "Sömmi" de lat.: semilia (pan de harina blanca) para un panecillo. Asimismo abundan en la región los topónimos procedentes del latín, como las ciudades de Bregenz (Brigantia), Ratisbona (Castra Regina), Passau (Castra Batavia), Wels (Ovilava), Linz (Lentia), Viena (Vindobona) o pueblos más pequeños, como Gampern (Campo) e Ischgl (retorrománico: Yscla =isla). Otros vocablos latinos han llegado al bávaro por un influjo posterior desde el italiano o el francés.

## Influencias

### Influencia del latín y lenguas derivadas
Por estas causas históricas existen en el bávaro muchos términos procedentes del latín especialmente para nombres de frutas, legumbres y otros términos relacionados con la agricultura, la construcción, el léxico militar, donde el bávaro usa palabras latinas y el alemán estándar muchas veces emplea palabras de origen germánico.
- Latín vulgar:

| bávaro        | latín        | español            | alemán estándar |
| ------------- | ------------ | ------------------ | --------------- |
| Kas (m)       | caseus       | queso              | Käse            |
| Pfai (m)      | pilum        | flecha             | Pfeil           |
| Dölla (n)     | telea        | plato              | Teller          |
| Wâi (m)       | vinum        | vino               | Wein            |
| Most (m)      | vinum mustum | mosto / sidra      | Traubenmost     |
| Radi (m)      | radix        | rábano (raíz)      | Rettich         |
| Fisoin (f)    | faseoli      | judías verdes      | grüne Bohnen    |
| Zwüfi (m)     | cipolla      | cebolla            | Zwiebel         |
| Karotn (f)    | carota       | zanahoria          | Möhre           |
| Gaudi (f)     | gaudium      | diversión          | Spaß, Vergnügen |
| Ribisl (f)    | ribes        | grosella           | Johannisbeere   |
| Züagi (m)     | tegula       | teja               | Ziegel          |
| Maua (f)      | murus        | muro               | Mauer           |
| Kãmma (f)     | camera       | cámara, habitación | Zimmer          |
| Schdråssn (f) | via, strata  | calle              | Straße          |
| Fensda (n)    | fenestra     | ventana            | Fenster         |
| Kölla (m)     | cella        | sótano             | Keller          |
| Schbidåi (n)  | hospitalium  | hospital           | Krankenhaus     |

- Italiano o romanche: Por causa de la vecindad geográfica, el bávaro también tiene muchas palabras de origen italiano. Algunas de estas palabras han sido adoptadas igualmente por el alemán estándar:

| bávaro        | italiano   | español           | alemán estándar   | romanche |
| ------------- | ---------- | ----------------- | ----------------- | -------- |
| Kafioi (m)    | cavolfiore | coliflor          | Blumenkohl        | cafior   |
| Melanzani (f) | melanzane  | berenjena         | Aubergine         |          |
| Brokoli (m)   | broccoli   | brécol            | Brokkoli          |          |
| Bizüki (n)    | bicicletta | bicicleta         | Fahrrad           | bizüchi  |
| Limauni (f)   | limone     | limón             | Zitrone           | limaun   |
| Oarãschn (f)  | arancia    | naranja           | Apfelsine         |          |
| Tschick (f)   | cicca      | cigarro           | Kippe, Zigarre    |          |
| Gschbusi (n)  | sposi      | amorío            | Liebesaffäre      | spusi    |
| Schdrizi (m)  | strizzare  | tunante           | Tunichtgut        |          |
| Schbas (m)    | spasso     | broma / diversión | Schabernack       |          |
| Scheaz (m)    | scherzo    | broma             | Scherz, Witz, Ulk |          |

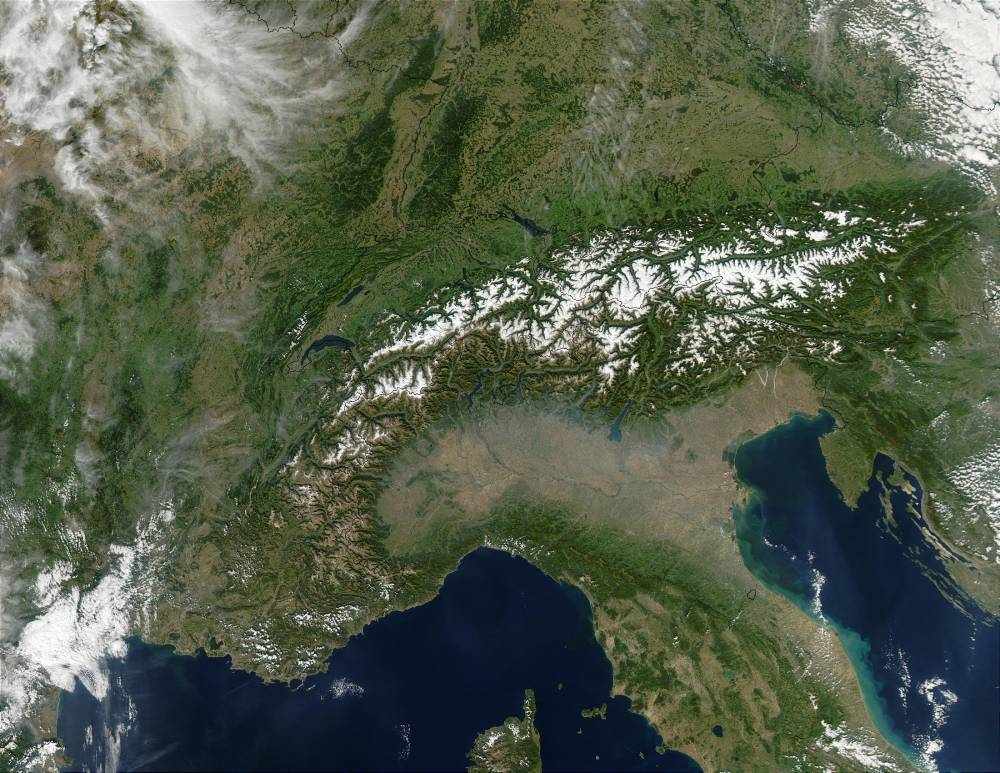
Al sur de la zona bávaro-hablante se habla italiano

- Francés: En los siglos XVII y XVIII era muy común en entre la nobleza eurpoea hablar francés. Muchos nuevos inventos y artículos relacionados con la vida más acomodada recibieron nombres franceses que el bávaro conserva actualmente, mientras que para el alemán estándar se inventaron durante la época del nacionalismo alemán nuevas palabras más germánicas. Ejemplos de viejas palabras francesas en el bávaro son:

| bávaro           | francés             | español           | alemán estándar       |
| ---------------- | ------------------- | ----------------- | --------------------- |
| Lawua (n)        | lavoire             | lavamanos         | Waschbecken           |
| Drotoa (n)       | trotoire            | acera             | Gehsteig, Bürgersteig |
| Basê, Basena (n) | bassin              | alberca           | Wasserbecken          |
| Balanz (f)       | bilance             | manillar          | Lenkstange            |
| Wolã (n)         | volant              | volante           | Lenkrad               |
| Paraplü (m)      | parapluie           | paraguas          | Regenschirm           |
| Schalusi (f)     | jalousie            | persiana          | Rolladen              |
| Blafô (m)        | plafond             | techo             | Decke                 |
| Schdölasch (f)   | stellage            | estanco           | Regal                 |
| Fiaka (m)        | Rue de Saint Fiacre | coche de caballos | Pferdekutsche         |

- Palabras bávaras de otras lenguas latinas (ejemplos):

| bávaro        | español          | alemán estándar | origen                                    |
| ------------- | ---------------- | --------------- | ----------------------------------------- |
| Balatschinken | tortilla (dulce) | Pfannkuchen     | rumano: placinta (latín: placenta)        |
| Marün         | albaricoque      | Aprikosen       | español: marrón                           |
| Marmelade     | mermelada        | Konfitüre       | portugués: marmelada (dulce de membrillo) |

### Influencia eslava
En el bávaro también existe una influencia considerable de las lenguas eslavas, por un lado, porque tiene lenguas eslavas como el checo y el eslovenio como vecinos, por otro lado, porque hubo asimismo un substrato lingüístico eslavo, especialmente en el este de Austria y el nordeste de Baviera. Durante la época de la etnogenesis de los bayuvaros (siglo VI y VII), la parte oriental de Austria estaba poblada por una población eslava. Los bayuvaroes extendían su territorio al este y los eslavos asumieron la lengua bávara. Pero ese proceso duraba varias generaciones y esos eslavos influenciaron los dialectos de Baja Austria, Viena, Burgenland, Estiria y sobre todo Carintia y muchas palabras eslavas se integraron en el vocabulario bávaro.
En Baviera y el oeste de Austria, esa influencia no fue tan importante y las palabras eslavas en esas regiones son más recientes y vienen sobre todo del checo por causa de vecindad. Lingüísticamente eso no se llama substrato, sino adstrato.
Ejemplos de palabras bávaras con origen eslavo son (hay muchísimos más):
| bávaro        | español               | alemán estándar    | origen                          |
| ------------- | --------------------- | ------------------ | ------------------------------- |
| Anetzn (f)    | lanza del carro       | Deichsel           | del checo: ojnice (manillar)    |
| Bramburi (f)  | patata                | Kartoffel          | del checo: brambory (pl.)       |
| Buchtl (f)    | pastel de poso        | Dampfnudel         | del checo: buchta               |
| Duchent (f)   | sábana                | Bettlaken          | del checo: duchenka             |
| Jausn (f)     | ~ tapas               | Brotzeit           | del esloveno: južina (almuerzo) |
| Golatschn (f) | pastel rellenado      | Kuchentasche       | del checo: koláče (pl.)         |
| Kren (m)      | rábano picante        | Meerrettich        | del checo: Křen                 |
| Pecksn (m)    | hueso de la fruta     | Steinobstkern      | del checo: pecka                |
| Powidl        | mermelada de ciruelas | Pflaumenmus        | del checo: povidla              |
| plazn         | llorar                | weinen             | del checo: pláč (lloro)         |
| pomali        | lento                 | langsam, gemütlich | del checo: pomalý               |
| robatn        | trabajar duro         | hart arbeiten      | del checo: robotit              |
| Rosami        | entendimiento         | Verstand           | del checo: rozumy (pl.)         |
| Tragatsch     | carretilla            | Schubkarra         | del checo: tragač, trakač       |
| Zwétschgn (f) | ciruela               | Pflaume            | del checo: švestka              |

- La variedad del bávaro de la región de Carintia tiene muchas palabras eslovenas, que no son comunes en las otras regiones bávarohablantes y también una influencia eslovena en su fonología y gramática.

### Influencia del yidis
El bávaro tiene en su vocabulario influencia del yidis, el idioma germánico de los judíos europeos. Esta influencia es especialmente observable en los dialectos del bávaro del este de Austria, sobre todo en Viena. Bastantes palabras procedentes del yidis son allí comunes en la lengua hablada y a veces también en la escrita. Esta influencia resulta de la convivencia que existía con población judía en la Edad Media, hasta que alrededor del año 1420 los judíos fueron expulsados de la región que actualmente es Austria. Estos judíos no emigraron muy lejos: muchos de ellos se quedaron en las regiones de Bohemia, Moravia y Hungría, que estaban igualmente bajo el dominio de los Habsburgo. En el siglo XIX, en la época del Imperio austrohúngaro, muchos judíos regresaron a la propia Austria y la influencia del yidis ganó importancia otra vez.
También hay teorías lingüísticas que señalan que el propio yidis guarda muchas similitudes con los dialectos bávaros de Baviera y Austria a causa de la coexistencia de estas lenguas en la Edad Media, similitudes que los judíos expulsados habrían llevado al este de Europa. Algunas formas gramaticales, así como parte del vocabulario tienen parecidos con el bávaro. La teoría de que el yidis tiene más parentesco con los dialectos bávaros que con otros dialectos alemanes o el antiguo alto alemán medio fue formulada por el lingüista Dovid Katz en el año 2004 (Dovid Katz: Words on fire: the unfinished story of Yiddish, New York: Basic Books, 2004) y actualmente está bajo discusión.
Ejemplos de palabras bávaras con origen en el yidis son:
| bávaro              | castellano                  | alemán estándar                            | yidis                            |
| ------------------- | --------------------------- | ------------------------------------------ | -------------------------------- |
| Baisl (n)           | bar, taberna                | Kneipe                                     | בית (bajis) hebreo: casa         |
| Pahel, Bahø (m)     | alboroto, tumulto           | Aufruhr                                    | בהלה (behole)                    |
| Ezzes (pl.)         | consejos                    | Ratschläge                                 | עצות (ejzes)                     |
| Ganeff (m)          | bandido                     | Ganove, Dieb                               | גנב (gannef)                     |
| Hawara (m)          | amigo, compañero            | Freund, Kumpel                             | חַבֵר (chaver)                     |
| hussn               | incitar                     | anstacheln, aufhetzen                      | הותת (hoses) Ps. 62,4            |
| Kaff (n)            | poblacho                    | Nest                                       | כְּפָר (kfar) hebreo: pueblo        |
| Kamuff              | persona fastidiosa, pendeja | leidige, blöde Person                      | חנופה (Chanufe) aduladora        |
| Måckas              | herida                      | Verletzung                                 | מכות (makkes pl.)                |
| Masn (f), Massl (n) | suerte                      | Glück                                      | מזל (mazel)                      |
| Schlamasl (n)       | infortunio                  | Unglück, Missgeschick                      | שלימזל (schlimazel)              |
| Schmia              | guardia, policía            | Wache, Polizei                             | שמירה (shmire)                   |
| schachan            | regatear                    | feilschen                                  | שאכערן (schachern)               |
| schmusn             | charlar; besuquear          | sich unterhalten; sich liebkosen, schmusen | שמועסן (schmuasen) charlar       |
| Schnoara (m)        | mendigo                     | Bettler                                    | שנאָרער (shnorer)                 |
| schofel             | malo, feo                   | schlecht, unschön, schäbig                 | שפל (shofel)                     |
| Schdus (m)          | tontería                    | Unsinn                                     | שטות (shtus)                     |
| Zores (f./pl.)      | disgusto                    | Ärger                                      | צרות (zores, pl.) preocupaciones |

## Pronunciación del bávaro
En la codificación del bávaro hay dos diferentes modelos:

### Ortografía del alemán
Unos escritores [cita requerida] utilizan la ortografía del alemán estándar y solamente hacen pequeñas modificaciones que corresponden a la pronunciación de Austria y Baviera [cita requerida]. Esa forma de escribir es muy común porque casi todos los bávarohablantes saben la ortografía del alemán, ya que es la única lengua de enseñanza en la escuela. La desventaja de esa ortografía es que no representa la fonología bávara en su totalidad, y los extranjeros, como los hispanohablantes, tienen que aprender la ortografía del alemán antes de poder leer un texto en bávaro.
Ej.: Wie geht's da denn heut? (fonético: Wia ged s da den haid?; = esp.: ¿Cómo te va hoy?)

### Ortografía fonética del bávaro
Otros escritores [cita requerida] prefieren utilizar una ortografía totalmente fonética con el alfabeto latino como base y algunas letras suplementarias que no existen en latín. Ese modelo es considerado más radical por la mayoría de los lingüistas germánicos, pero tiene la ventaja de representar la pronunciación bávara y facilita el leer y escribir para personas que no saben el alemán estándar.
Las siguientes letras suplementarias son necesarias para escribir bávaro en forma fonética. Como el portugués o el francés, el bávaro tiene la tendencia de nasalizar las (n) y (m) al final de sílabas y al final de las palabras y por eso se presentan varias vocales nasales. Hay otra letra suplementaria que no existe en alemán estándar y que es muy importante para el bávaro, porque es sumamente utilizada. Es la letra "å" que corresponde a la vocal "o" en la forma en que la pronuncian las lenguas latinas.
| letra bávara | pronunciación                           | ejemplo             | traducción                  |
| ------------ | --------------------------------------- | ------------------- | --------------------------- |
| å            | como la "o" en español                  | I håb, I såg, I måg | tengo, digo, quiero         |
| ã            | vocal nasal como en francés "en France" | I kã, a Mã, schã    | yo puedo, un hombre, ya     |
| â            | "a" nasal                               | drân, mân           | tornear, guadañar           |
| î            | "i" nasal                               | I bî, hî            | yo soy, roto                |
| ê            | "e" nasal                               | schê                | bonito                      |
| é            | /e/, como la "é" en francés             | jéda, lésn, dés     | todos, leer, esto           |
| õ            | "o" nasal                               | õans, kõa, mõana    | uno, ningún, estimar        |
| ö            | /ø/ como en alemán estándar             | Hö, Zöna            | infierno, aduanero          |
| ø            | /œ/ la ö más opaco                      | schnø, Fød, Wød, hø | rápido, campo, mundo, claro |
| ü            | /y/ como en alemán estándar             | fü, Zü, Schbü       | mucho, destino, juego       |

- La vocal "o" se pronuncia en bávaro /ɔ/ como una "o" cerrada
- Las vocales 'Umlaut' de (ö), (ø) y (ü) no son utilizadas en la mayoría de las variantes en Baviera. Esos dialectos prefieren hacer diptongos, como Hei (infierno), schnei (rápido), Feid (campo), Weid (mundo), etc.

### Acentuación
En la grafía bávara no se indica la acentuación de palabras con acentos. La letra "é" no indica acentuación sino que es utilizada para distinguir las dos diferentes formas de la vocal "e". El acento circunflejo ( ^ ) indica la nasalización de vocales. Esto implica que los extranjeros que quieren aprenden el bávaro tienen que memorizar la acentuación de las palabras de esta lengua.

## Gramática
- El bávaro cuenta con declinación del caso solo en los artículos. Con muy pocas excepciones, los sustantivos no declinan sus casos.
- El pretérito perfecto simple es muy raro, y solo se ha mantenido en unos pocos verbos, que incluyen «ser» y «querer». En general, el pretérito perfecto compuesto es usado para expresar el pasado simple.
- Cuenta con inflexión verbal para varios modos, como el indicativo, subjuntivo e imperativo. Por ejemplo, la tabla de abajo muestra la inflexión del verbo måcha ('hacer'):

| måcha            | Indicativo   | Imperativo | Subjunctivo | Optativo  |
| ---------------- | ------------ | ---------- | ----------- | --------- |
| 1° Sg            | i måch       | —          | i måchad    | måchadi   |
| 2° Sg (informal) | du måchst    | måch!      | du måchast  | måchast   |
| 2° Sg (formal)   | Si måchan    | måchan’S!  | Si måchadn  | måchadn’S |
| 3° Sg            | er måcht     | er måch!   | er måchad   | måchada   |
| 1° Pl            | mia måchan   | måchma!    | mia måchadn | måchadma  |
| 2° Pl            | eß måchts    | måchts!    | eß måchats  | måchats   |
| 3° Pl            | se måchan(t) | —          | se måchadn  | måchadns  |

### Pronombres

#### Pronombres personales
|            | Singular    | Singular             | Singular           | Singular            | Plural     | Plural      | Plural      |
|            | 1.ª Persona | 2.ª Persona Informal | 2.ª Persona Formal | 3.ª Persona         | 1.ª Person | 2.ª Persona | 3.ª Persona |
| ---------- | ----------- | -------------------- | ------------------ | ------------------- | ---------- | ----------- | ----------- |
| Nominativo | i           | du                   | Si                 | ea, se/de, des      | mia        | eß/öß / ia* | se          |
| Átono      | i           | --                   | -'S                | -a, -'s, -'s        | -ma        | -'s         | -'s         |
| Dativo     | mia         | dia                  | Eana               | eam, eara/iara, dem | uns, ins   | enk / eich* | ea, eana    |
| Átono      | -ma         | -da                  |                    |                     |            |             |             |
| Acusativo  | -mi         | -di                  | Eana               | eam, eara/iara, des | uns, ins   | enk / eich* | ea, eana    |
| Átono      |             |                      | Si                 | -'n, …, -'s         |            |             | -'s         |

* Usados comúnmente en los dialectos más septentrionales de Baviera.

#### Pronombres posesivos
|            | Predicativo        | Predicativo       | Predicativo     | Predicativo               | Attributivo        | Attributivo       | Attributivo     | Attributivo               |
|            | Masculino singular | Feminino singular | Neutro singular | Plural (cualquier género) | Masculino singular | Feminino singular | Neutro singular | Plural (cualquier género) |
| ---------- | ------------------ | ----------------- | --------------- | ------------------------- | ------------------ | ----------------- | --------------- | ------------------------- |
| Nominativo | mei                | mei               | mei             | meine                     | meina              | meine             | mei(n)s         | meine                     |
| Dativo     | meim               | meina             | meim            | meine                     | meim               | meina             | meim            | meine                     |
| Acusativo  | mein               | mei               | mei             | meine                     | mein               | meine             | mei(n)s         | meine                     |

Los pronombres posesivos Deina y Seina se declinan de la misma manera. A menudo, nige es añadido al nominativo para formar la forma adjetiva del pronombre posesivo, como mei(nige), dei(nige).

#### Pronombres indefinidos
Como los pronombres posesivos mencionados arriba, los pronombres indefinidos koana («ninguno») and oana («uno») se declinan de la misma forma.
Hay también el pronombre indefinido ebba («alguien») con su forma impersonal ebbs («algo»). Es declinado de la siguiente manera:
|            | Personal | Impersonal |
| ---------- | -------- | ---------- |
| Nominativo | ebba     | ebbs       |
| Dativo     | ebbam    | ebbam      |
| Acusativo  | ebban    | ebbs       |

#### Pronombres interrogativos
Los pronombres interrogativos wea («quién») y wås («qué») son declinados de la misma manera que el pronombre indefinido ebba es declinado.
|            | Personal | Impersonal |
| ---------- | -------- | ---------- |
| Nominativo | wea      | wås        |
| Dativo     | wem      | wem        |
| Acusativo  | wen      | wås        |

## Reconocimiento oficial
El idioma bávaro no es lengua oficial ni lengua regional reconocida ni en Alemania ni en Austria. Tampoco es reconocido por la carta europea de lenguas regionales o minoritarias (ECRML). Solamente dos pequeñas variantes del bávaro tienen estatus de lenguas minoritarias en Italia. Son la lengua cimbra en la Provincia autónoma de Trento y el tischlbongarisch en la región autónoma de Friul-Venecia Julia.

### Diccionarios
General
- Diccionario inglés-bavariano from Webster's Online Dictionary
- Bayrisches Wörterbuch
- Ostarrichi
- Österreichisch
- Das ÖVWB
- diccionario alemán-bávaro en la Wikipedia en bávaro

Científico
- Lexikalisches Informationssystem Österreich
- Johann Schmeller: Bayerisches Wörterbuch I/1-33 (A-N) y II/34-48 (R-Z), Múnich 2008 (Múnich 1872-1877). Diccionario de los dialectos en Baviera.
- J. Denz, F. M. Erhard, E. Funk, A. R. Rowley et al.: Bairisches Wörterbuch (BWB). Orts- und Quellenverzeichnis, I (A-Bazi), II (Be-Boxhamer), III (Prä-törmisch). El índice. Múnich 1995-

Dialectos
- Erbendorfer Mundart-Lexikon (bávaro del norte)
- Pinzgauer Mundart-Lexikon (bávaro central del sur)
- Steirisches Wörterbuch

Cimbriano
- Zimbar Bort (cimbriano)
- Diccionario de Hugo F. Resch (cimbriano)

- Datos: Q29540
- Multimedia: Bavarian language / Q29540